# Anil (São Luís)
Anil é um bairro de classe média e média baixa do município de São Luís, capital do estado do Maranhão. Seu povoamento teve início no século XIX.

## Localização
O Anil fica localizado entre os bairros da Aurora, Cruzeiro do Anil, Cutim, Angelim e Santa Cruz.

## História
O Caminho Grande era a principal via de ligação do núcleo urbano com os aldeamentos e vilas do interior da ilha de São Luís. Estendia-se do final da Rua Oswaldo Cruz (Rua Grande), passando pelo Alto da Carneira (elevado do Monte Castelo), pelo Areal (bairro do Monte Castelo) e João Paulo, até alcançar o bairro do Anil. Atualmente corresponde às Avenidas Getúlio Vargas e João Pessoa.
Fazendo parte da área rural de São Luís, o caminho era cercado por sítios, chácaras e quintas de famílias tradicionais da cidade.
O Anil ganhou importância em razão de sua localização privilegiada, com acessos terrestre e fluvial, abrigando um posto de fiscalização que controlava a passagem de pessoas e mercadorias vindas da Maioba, Paço do Lumiar e Iguaíba, em Decreto Municipal de 1933.
A origem do nome do bairro vem do rio Anil, em razão da extração duma fécula azul que servia para branquear tecidos, e que foi denominada pelos árabes de anil. A extração era feita por meio do amolecimento das folhas da planta (chamada pelos indígenas de “cauaçú”) nas águas do rio, que ficavam com coloração azul.
Às margens do rio, foram instalados empreendimentos importantes para o desenvolvimento do município: uma fábrica para obtenção do anil (1765), durante a gestão do governador Pedro Cesar de Meneses (1671-1678), uma indústria de beneficiamento de arroz, patrocinada pela Companhia Geral do Comércio do Grão-Pará e Maranhão, e a Companhia de Fiação e Tecidos Rio Anil, em torno da qual o bairro foi estruturado.
Em 1893, com o crescimento da relevância econômica e social do bairro, a Companhia Ferro-Carril do Maranhão construiu dez quilômetros de trilhos até o Anil, por onde circularia o bonde puxado por cavalos, substituído posteriormente por bondes elétricos na década de 20 do século XX, valorizando as terras nas suas margens e levando à construção de novas residências.
Nas décadas de 1940 e 1950, o Anil contava com infraestrutura e equipamentos sociais e culturais: dois colégios e dois educandários, em regime de internato (o Educandário Santa Cruz e o Educandário Santo Antônio); o campo do Botafogo, pertencente à Fábrica, e o banho no Rio Anil, além de dois cinemas, o Rivoli e o Anil, e dos famosos bailes populares.
Pela Lei Estadual n.º 269 de 1948, é criado o distrito do Anil (anexado ao município de São Luís), que existiu até 1997.

### Fábrica de Tecidos Rio Anil

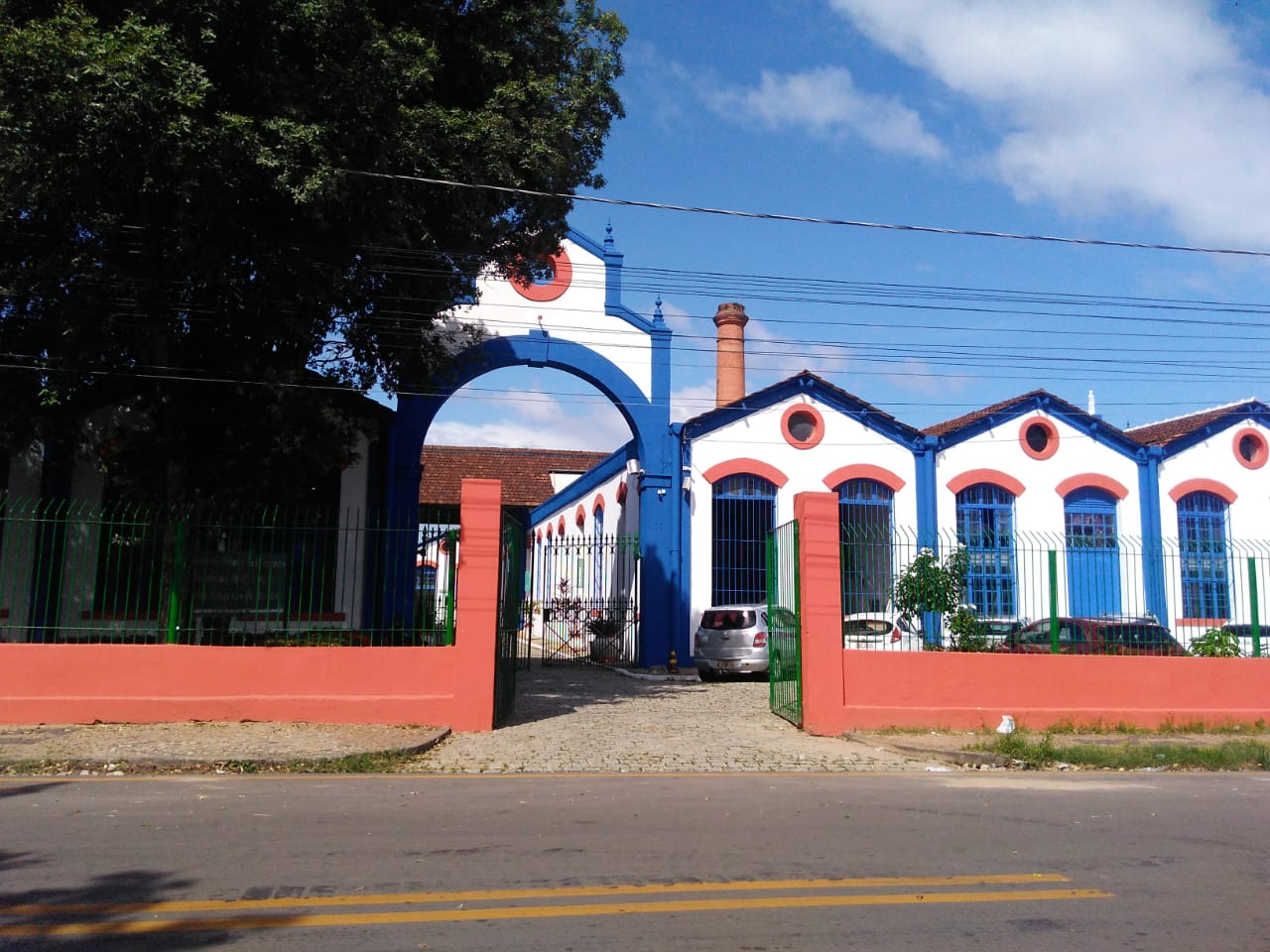
Iema Rio Anil, antiga Fábrica de Tecidos Rio Anil.

A Fábrica de Tecidos Rio Anil, criada com capital de 800 contos de réis, numa área de 9.991 m², foi fundada em 1893. Foi construída em cal, tijolo e alvenaria, com seu pavimento feito em cimento sobre pedra britada, tendo seu teto erguido com estruturas de ferro, firmada em blocos de concreto ciclópico, coberto com telhas de cerâmica fabricadas em Marselha, na França. Foi construída também uma chaminé com tijolos e cerâmica com 45 metros de altura e, posteriormente, casas para os operários.
A fábrica atraiu moradores, inclusive de forma desordenada, ocupando as margens do rio.
Funcionou, em seu ápice, com 220 teares, mas enfrentou diversas dificuldades ao longo do século XX, o que levou a encerrar suas atividades em 1960.
O fim do estabelecimento, que motivou a urbanização do Anil, gerou impactos ao bairro, que entrou em declínio, e os terrenos da fábrica são vendidos à empresa Cohab, que construiu Conjuntos Habitacionais populares, como o Cohab Anil I, Cohab Anil II, Cohab Anil III, Cohab Anil IV.
A fábrica foi transformada em escola e nela atualmente funciona uma unidade do IEMA.

## Infraestrutura

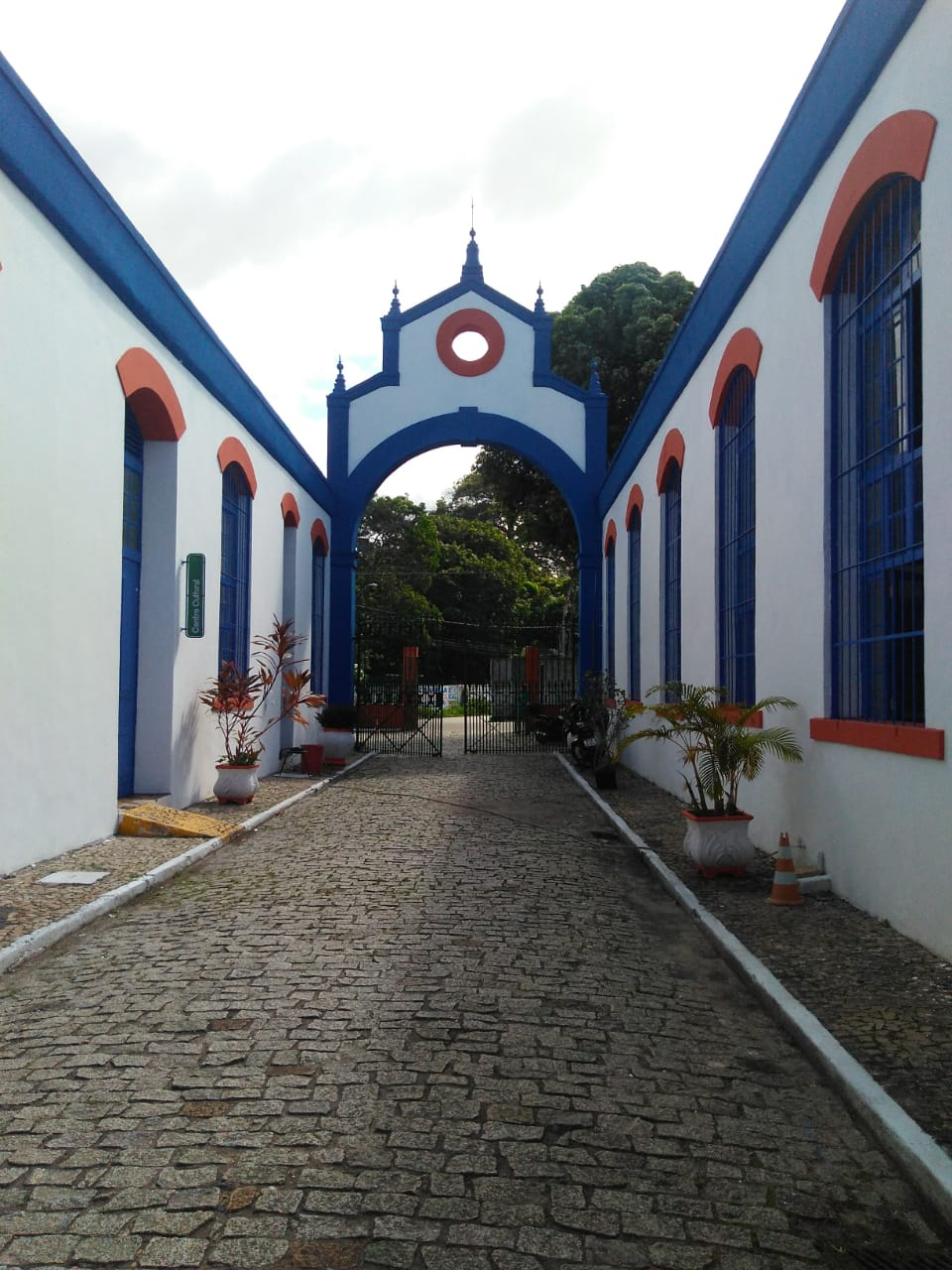
Pátio interno da escola.

### Educação
No Anil está localizada uma unidade do IEMA, a Unidade Plena Rio Anil; que oferece ensino técnico e de nível médio, além doutras escolas públicas (como a Unidade de Educação Básica Sá Valle) e privadas.
Uma das principais faculdades privadas está localizada no bairro, o CEST (Faculdade Santa Terezinha).

### Saúde
O principal estabelecimento de saúde do bairro é o Pronto Socorro do Anil.

### Transportes
A principal via do bairro é a Avenida Casimiro Júnior, bastante afetada por engarrafamentos.
A principal de linha de ônibus do bairro é o Piquizeiro, pertencente ao lote 2 do Sistema Integrado de Transporte de São Luís.

### Lazer
Abrigou o Grêmio Lítero Recreativo Português, um dos principais clubes da cidade, conhecido pelo seu carnaval, e desativado nos anos 2000.
Há o conhecido Estádio Giordano Mochel, além de outros campos de futebol.

## Bairros limítrofes
Os bairros limítrofes do Anil são o Cutim, Pão de Açúcar, Cruzeiro do Anil, Aurora, Piquizeiro, Santo Antônio, Pirapora, Vila Conceição, Santa Cruz e Cutim.